# Xavier Macià i Costa
Xavier Macià i Costa (Tremp, 16 de gener de 1961) és un escriptor català. Va estudiar Filologia Catalana i és professor a la Universitat de Lleida. Ha fet de curador de l'edició de l'Obra poètica completa de Joan Vinyoli (2000). Com a escriptor, ha publicat diferents reculls de poesia i ha fet incursions en el camp teatral.

## Obra[1]
- La poesia de Gabriel Ferrater (1986), amb Núria Perpinyà, Premi Josep Vallverdú (estudi)
- Narradors de ponent (1939-1987) (1987), amb Emili Bayo (antologia de contes)
- Amb el temps a favor (2003), poesia
- Del cel i de la terra (2003), poesia
- La carretera i el mur (2003), Premi Les Talúries (2002), teatre
- La nit del caragol (2008), poesia
- Matèria elemental (2009), Premi Maria Mercè Marçal, poesia[2][3]
- Obre les mans (2015), Premi Ausiàs March de Poesia, poesia[4][5]